# MinGW
A MinGW (Minimalist GNU for Windows), korábbi nevén mingw32, egy natív szoftveres portja a GNU Compiler Collection (GCC)-nak Microsoft Windows platformra. A MinGW segítségével a fejlesztők natív Microsoft Windows alkalmazásokat fordíthatnak. A MinGW támogatja a Microsoft Visual C++ futásidejű könyvtárt a C99 -nek való megfelelés érdekében.
2005 szeptemberében a MinGW-t választották a hónap projektjéül a SourceForge-on.